# Гущины
Гущины — древний русский дворянский род.
Род внесён в дворянскую родословную книгу Нижегородской и Ярославской губерний.
Род числится среди казачьих дворянских фамилий Войска Донского.

## История рода
В XV столетии Василий (Васюк) и Никита Гущины владели поместьями в Шелонской и Деревской пятинах.
Фёдор Фёдорович Тепяко-Гущин владел поместьем в Тверском уезде (1540). Тверской помещик Андрей Фёдорович служил князю Семёну Ивановичу Микулинскому (1540).
Давыд Гущин воевода в Новгороде Северском (1610). Иван Борисович (1613), Кузьма Иванович (1613—1629) и Матвей Борисович (1629) владели поместьями в Нижегородском уезде. Степан Ефимович, его сын Фёдор и внук Пётр Фёдорович слуги Троице-Сергиева монастыря (1646). Павел Гущин стрелецкий сотник (1676). Пётр Гущин стряпчий Троице-Сергиева монастыря (1694).
Кузьма Романович владел населённым имением (1699).